# Граф Лістовел

Герб графів Лістовел.

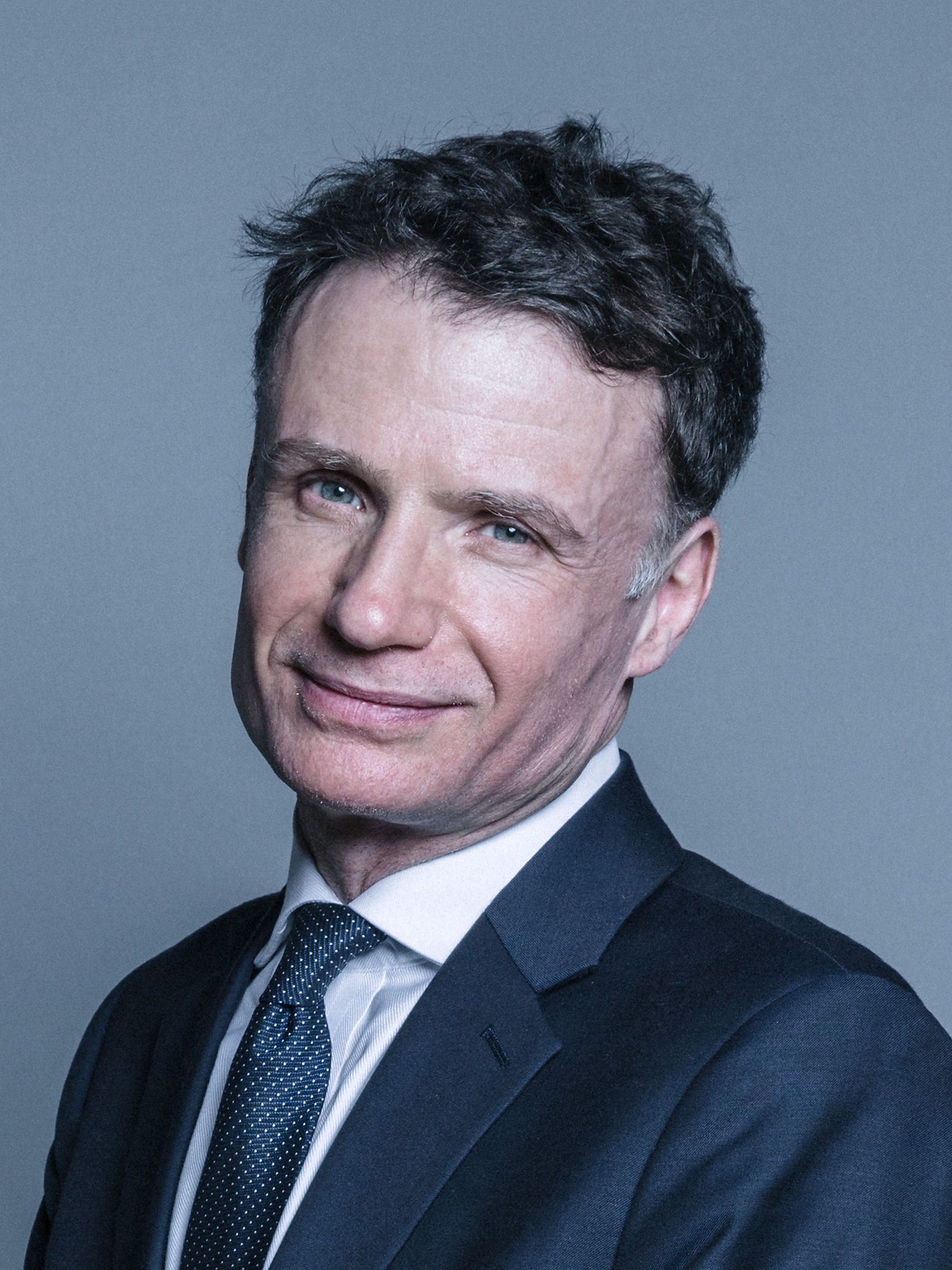
Френсіс Майкл Гейр – VІ граф Лістовел.

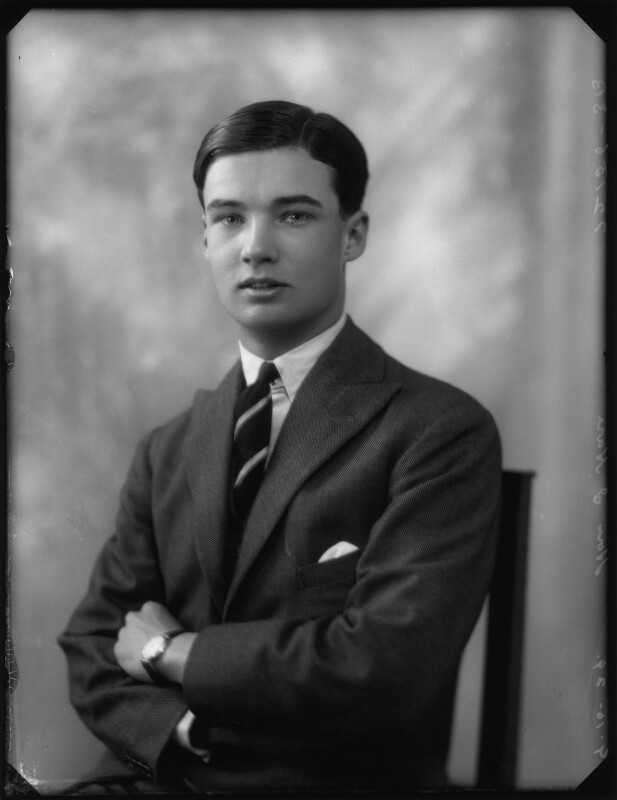
Джон Гейр – І віконт Блейкенгем.

Граф Лістовел (англ. – Earl of Listowel) – аристократичний титул в перстві Ірландії. 

## Гасло графів Лістовел
Odi profanum – «Ненавиджу непристойне» (лат.)

## Історія графів Лістовел
Титул граф Лістовел був створений в перстві Ірландії в 1822 році для Вільяма Гейра – І віконта Енісмор та Лістовел. Раніше, задовго до цього він був депутатом Палати громад парламенту Ірландії і представляв місто Корк та Аті. 
У 1800 році він отримав титул барона Енісмор з Енісмору, що в графстві Керрі. У 1816 році він отримав титул віконта Енісмор та Лістовел. Обидва титули були створені в перстві Ірландії. Він був другим сином Річарда Гейра з Енісмор, графство Керрі та Кетрін (відомої як Маргарет) – дочки Семюела Мейлора. Старший брат Вільяма Гейра – Джон помер неодруженим у 1774 році. У 1796 році Вільям Гейр був обраний депутатом до Палати громад Ірландії від міста Корк. Це місце депутата він займав лише до 1797 року, а потім він представляв в парламенті місто Аті з 1798 року до Акту унії в 1801 році. Він отримав титул пера Ірландії 31 липня 1800 року як барон Енісмор, графство Керрі. У січні 1816 року він отримав титул віконта Еннісмор і Лістовел, а 5 лютого 1822 року він отримав ще більшу честь, коли отримав титул графа Лістовел у перстві Ірландії. Перший раз він одружився з Мері -  єдиною дочкою Генрі Вріксона з Баллігібліна, графство Корк у 1772 році. Після її смерті в 1810 році він одружився вдруге з Енн – дочкою Джона Летама з Мелдрума, графство Тіпперері у 1812 році. Від першої дружини мав дітей:
- Річард Лісагт (1773 – 1827) – віконт Еннісмор одружився з Кетрін Діллон – старшою дочкою Роберта Діллона – І барона Клонброка
- Вільям Генрі (1782 – 1848) – 17 липня 1806 року одружився з Шарлоттою - єдиною донькою Ісаака Бо.
- Маргарет Енн (померла 1835 р.) – вийшла заміж у 1799 р. за Річарда Вайта – І графа Бентрі
- Мері (померла 1841 р.) – вийшла заміж у 1803 р. за Чарльза Морлі Балдерса з Баршема, Норфолк
- Луїза (померла 1855) – вийшла заміж у 1817 році за Джона Буша – старшого сина головного судді Чарльза Кендала Буша
- Кетрін (померла 1864) – вийшла заміж у 1808 році за Річарда Маунселла (помер 1819).

Вільям Гейр помер 13 липня 1837 року у віці 85 років. Леді Лістовел померла в 1859 році.
Титул графа успадкував його онук Вільям Гейр, що став ІІ графом Лістовел. Він був обраний депутатом Палати громад Об’єднаного Королівства Великобританії та Ірландії і представляв Керрі та Сент-Олбанс. Він був старшим сином Річарда Гейра - віконта Енісмор та Кетрін Бріджит Діллон. У 1826 році він був обраний депутатом парламенту від Керрі, і займав це місце до 1830 року. Належав до партії вігів. Він отримав посаду Верховного шерифа графства Корк на 1834 рік. У 1837 році він успадкував титул графа, але оскільки це був ірландський титул, це не давало йому права місце в Палаті лордів. Він служив віце-адміралом Манстера і отримав звання кавалера ордена Святого Патріка в 1839 році. Потім він повернувся до Палати громад у 1841 році, коли його обрали депутатом парламенту від Сент-Олбанса, виборчого округу, який він представляв до 1846 року. Наприкінці своєї кар’єри він служив в уряді вігів лорда Джона Рассела в Палаті лордів як лорд королеви Вікторії, на цій посаді він продовжував працювати під керівництвом лорда Піліта Абердіна. Лорд Лістовел одружився з Марією Августою Віндгем – донькою віце-адмірала Вільяма Лукіна Віндгема 23 липня 1831 року. Він помер у лютому 1856 року у віці 54 років. Леді Лістовел померла в 1871 році. У них були діти: 
- Августа Марія (1832 – 1881) - вийшла заміж за IV графа Керісфорт
- Вільям (1833 – 1924) – III граф Лістовел
- Емілі Кетрін (1834 – 1916) – вийшла заміж за сера Джона Вріксона-Бечера
- Софія Еліза (1835 – 1912)
- Річард Гейр (1836 – 1903) – контр-адмірал британського флоту
- Ральф (1838 – 1879) – майор британської армії
- Г'ю Генрі (1839 – 1927) – лейтенант колоніальних військ, служив у Бенгалії, одружився з Джорджіаною Керолайн – третьою донькою полковника Бірні Брауна, офіцера бенгальської артилерії.
- Вікторія Александріна (1840 - 1927) – вперше вийшла заміж за ІІІ графа Ярборо, вдруге за Джона Річардсона з Едмундторп-Холла.
- Едвард Чарльз (1842 – 1844)
- Адела Марія (1845 – 1912) – близнчка Елеонори Сесілії, вийшла заміж за полковника Катберта Ларкінга (пом. 1910) з 15-го гусарського полку
- Елеонора Сесілія (1845 – 1924), близнючка Адели Марії – вийшла заміж за І барона Генег, (пом. 1922)

Титул успадкував його старший син Вільям Гейр, що став ІІІ графом Лістовел. У 1869 році він отримав титул барона Гейр з Конвамора, що в графстві Корк у перстві Об’єднаного Королівства Великобританії та Ірландії. Це дало йому та його нащадкам чоловічої статі право на місце депутата Палати лордів парламенту Великобританії. Пізніше він займав посаду в другому уряді Вільяма Еварта Гладсона. Він здобув освіту в Ітоні, перш ніж отримати звання  лейтенанта Шотландської стрілецької гвардії. У своєму полку воював під час Кримської війни з москалями (1854 – 1856). У битві при Альмі він був поранений 30 вересня 1854 року і відбув інвалідом до Англії на кораблі. На загальних виборах 1855 року він балотувався від Ліберальної партії в графстві Корк. Він успадкував титул графа в 1856 році, але оскільки це було ірландське перство, це не давало йому права на місце в Палаті лордів. 8 грудня 1869 року він отримав титул барона Гейр з Конвамора, що в графстві Корк у перстві Об’єднаного Королівства, що дало йому право бути депутатом Палати лордів парламенту Великобританії. У 1873 році він став кавалером ордена Святого Патріка. Пізніше він обіймав посаду в уряді з травня по вересень 1880 року, це було на початку другої ліберальної адміністрації Вільяма Еварта Гладстона. Потім він був призначений на церемоніальну посаду віце-адмірала Манстера. Він одружився з леді Ернестіною Мері – молодшою дочкою Ернеста Бруденелла-Брюса – ІІІ маркіза Ейлсбері у 1865 році. Він помер у червні 1924 року у віці 91 року, його титули успадкував його старший син Річард. Двоє його онуків: Вільям Гейр – V граф Лістовел, і Джон Гейр – І віконт Блекенхем, обидва стали міністрами уряду. Леді Лістовел померла в 1936 році. У них були діти: 
- Річард Ґренвілл (1875 – 1885) – IV граф Лістовел
- Чарльз Амброз Гейр
- Маргарет Ернестіна Августа (пом. 1951) – вийшла заміж за Реджинальда Лодера
- Беатріс Мері (пом. 1960) – вийшла заміж за Едварда О’Браєна (пом. 1943) – молодшого сина XIV барона Інчіквіна

V граф Лістовел – Вільям Френсіс Гейр був відомим політиком, належав до партії лейбористів, був останнім державним секретарем Бірми та Індії. 
На сьогодні титулом володіє його старший син Френсіс Майкл Гейр, що став VI графом Лістовел успадкувавши титул в 1997 році. Лорд Лістовел є одним із 99 спадкових перів, що лишаються в Палаті лордів Великобританії після ухвалення Закону про Палату лордів 1999 року. 
Відомою людиною родини Гейр був Джон Гейр – відомий політик, що належав до партії консерваторів (торі). Він був третім сином IV графа Лістовел. 
Лістовел – це місто в графстві Керрі, Ірландія. 
Родинним гніздом графів Лістовел замок Конвармор-Хаус, що поблизу Баллігулі, графство Корк, Ірландія.

## Графи Лістовел (1822)
- Вільям Гейр (1751 – 1837) – І граф Лістовел
- Вільям Гейр (1801 – 1856) – ІІ граф Лістовел
- Вільям Гейр (1833 – 1924) – ІІІ граф Лістовел
- Річард Ґренвілл Гейр (1866 – 1931) – IV граф Лістовел
- Вільям Френсіс Гейр (1906 – 1997) – V граф Лістовел
- Френсіс Майкл Гейр (нар. 1964) – VI граф Лістовел

Імовірним спадкоємцем титулу є брат нинішнього власника титулу його ясновельможність  Тімоті Патрік Гейр (нар. 1966). Спадкоємцем спадкоємця титулу є двоюрідний брат нинішнього власника титулу Каспар Джон Гейр – ІІІ віконт Блекенгем (нар. 1972) – професор філософії в Массачусетському технологічному інституті. У нього є син – Ініго Гейр.